# Gouvernement Sassou-Nguesso IV
Gouvernement Sassou-Nguesso (3) Gouvernement Clément Mouamba (1)
Le quatrième gouvernement Sassou-Nguesso fut le gouvernement de la république du Congo en fonction du 10 août 2015 au 30 avril 2016.
Le président Denis Sassou-Nguesso, étant également chef du gouvernement depuis le 15 septembre 2009, choisit et nomme les ministres.
Le gouvernement est nommé le 10 août 2015, par le décret no 2015-858. Il est remplacé le 30 avril 2016 par le gouvernement Clément Mouamba (1).

## Gouvernement

### Chef du gouvernement
| Image | Fonction                                           | Nom                  |
| ----- | -------------------------------------------------- | -------------------- |
|       | Président de la République et chef du Gouvernement | Denis Sassou-Nguesso |

### Ministres d’État
| Image | Fonction                                                                                | Nom                |
| ----- | --------------------------------------------------------------------------------------- | ------------------ |
|       | Ministre du développement industriel et de la promotion du secteur privé                | Isidore Mvouba     |
|       | Garde des sceaux, ministre de la justice, des droits humains et de la réforme de l’État | Aimé Emmanuel Yoka |
|       | Ministre des transports et de l'aviation civile                                         | Rodolphe Adada     |
|       | Ministre du travail et de la sécurité sociale                                           | Florent Ntsiba     |
|       | Ministre de l'économie, des finances, du budget et du portefeuille public               | Gilbert Ondongo    |

### Ministres
| Image | Fonction | Nom                                    |
| ----- | --- | -------------------------------------- |
|       | Ministre de l'intérieur et de la décentralisation                                                                               | Raymond Zéphirin Mboulou               |
|       | Ministre des mines et de la géologie                                                                                            | Pierre Oba                             |
|       | Ministre de l'économie forestière et du développement durable                                                                   | Henri Djombo                           |
|       | Ministre de la construction, de l'urbanisme et de l'habitat                                                                     | Claude Alphonse Nsilou                 |
|       | Ministre des affaires étrangères et de la coopération                                                                           | Jean-Claude Gakosso                    |
|       | Ministre de l'agriculture et de l'élevage                                                                                       | Rigobert Maboundou                     |
|       | Ministre de l'énergie et de l'hydraulique                                                                                       | Henri Ossébi                           |
|       | Ministre de l'équipement et des travaux publics                                                                                 | Emile Ouosso                           |
|       | Ministre de la santé et de la population                                                                                        | François Ibovi                         |
|       | Ministre du commerce et des approvisionnements                                                                                  | Euloge Landry Kolélas                  |
|       | Ministre des petites, moyennes entreprises et de l'artisanat                                                                    | Yvonne-Adélaïde Mougany                |
|       | Ministre à la Présidence de la République chargé de l'aménagement du territoire et de la délégation générale aux grands travaux | Jean-Jacques Bouya                     |
|       | Ministre de la recherche scientifique et de l'innovation technologique                                                          | Bruno Itoua                            |
|       | Ministre à la Présidence de la République chargé de la défense nationale                                                        | Charles Richard Mondjo                 |
|       | Ministre de la communication et des médias, chargé des relations avec le Parlement, porte-parole du Gouvernement                | Thierry Moungalla                      |
|       | Ministre des hydrocarbures | Jean-Marc Thystère-Tchicaya            |
|       | Ministre à la Présidence de la République chargé des zones économiques spéciales                                                | Martin Parfait Aimé Coussoud-Mavoungou |
|       | Ministre des postes et télécommunications                                                                                       | Hellot Matson Mampouya                 |
|       | Ministre des affaires sociales, de l'action humanitaire et de la solidarité                                                     | Émilienne Raoul                        |
|       | Ministre de la culture et des arts                                                                                              | Bienvenu Okiemy                        |
|       | Ministre de l'enseignement supérieur                                                                                            | Georges Moyen                          |
|       | Ministre de l'enseignement primaire et secondaire, de l'alphabétisation, de la jeunesse et de l'éducation civique               | Anatole Collinet Makosso               |
|       | Ministre de l'enseignement technique, professionnel, de la formation qualifiante et de l'emploi                                 | Serge Blaise Zoniaba                   |
|       | Ministre des affaires foncières et du domaine public                                                                            | Pierre Mabiala                         |
|       | Ministre des sports et de l'éducation physique                                                                                  | Léon-Alfred Opimbat (en)               |
|       | Ministre de la pêche et de l'aquaculture                                                                                        | Bernard Tchibambéléla                  |
|       | Ministre du tourisme et de l'environnement                                                                                      | Josué Rodrigue Ngouonimba              |
|       | Ministre de la fonction publique                                                                                                | Gilbert Mokoki                         |
|       | Ministre du plan et de l'intégration                                                                                            | Léon Raphaël Mokoko                    |
|       | Ministre de la promotion de la femme et de l'intégration de la femme au développement                                           | Catherine Embondza-Lipiti              |